# Hypocladia militaris
Hypocladia militaris là một loài bướm đêm thuộc phân họ Arctiinae, họ Erebidae.